# Chiesa di San Vito (Medole)
La chiesa di San Vito è un edificio religioso risalente al XVII secolo situato nel comune di Medole, in provincia di Mantova.
Il luogo di culto si trova sulla strada che conduce al Convento dell'Annunciata e viene già  citato in un documento risalente al 1097. Venne edificato agli inizi del Seicento e nei terreni circostanti furono sepolti i morti colti da peste del 1630. Una lapide posta sulla facciata ricorda le vittime della battaglia di Medole del 24 giugno 1859, molte delle quali sepolte nelle vicinanze in fosse comuni.